# Ruschia alata
Ruschia alata är en isörtsväxtart som beskrevs av L. Bol. Ruschia alata ingår i släktet Ruschia och familjen isörtsväxter. Inga underarter finns listade i Catalogue of Life.